# From Sweden with Love
From Sweden With Love utkom 1974 och är ett album av den kristna gruppen Samuelsons på det amerikanska skivbolaget Impact Records. Albumet är inspelat i Columbia Recording Studios i Nashville och producerat av Samuelsons och Rick Powell. 

## Låtlista
1. Spread A Little Love Around
2. Because He Lives
3. He's On His Way
4. Looking Back
5. While I'm Here
6. Put Your Arms Around Me, Blessed Jesus
7. I Should Have Been Crucified
8. Let My Light Shine
9. Help Me
10. He The Pearly Gates Will Open

## Medverkande
- Sång - Samuelsons
- Gitarr - Don Darnall/Jim Colvard
- Bas - Jack Williams
- Trummor - Ferel Morris
- Steelguitar - Curly Chalker
- Munspel - Charlie McCoy
- Piano - Ron Oates/Bill Pursell
- Arrangerad av - Rick Powell
- Producerad av - Rick Powell/Samuelsons